# Georgie Welcome
Georgie Wilson Welcome Collins (Roatán, 1985. március 9. –) hondurasi válogatott labdarúgó.
A hondurasi válogatott tagjaként részt vett a 2009-es CONCACAF-aranykupán és a 2010-es világbajnokságon.